# 본촌초등학교
본촌초등학교는 대한민국 광주광역시 북구에 있는 초등학교다.

## 학교 연혁
- 2005. 09. 01 본촌초등학교 개교(5개학년 19학급)
- 2005. 09. 01 본촌초등학교 제1대 박환규 교장 부임
- 2006. 03. 01 동부교육청지정 유ㆍ초 연계중심학교 지정 운영
- 2006. 03. 01 시교육청지정 수준별 생각나눔마당 학교 지정 운영
- 2006. 09. 01 교육부지정 초등학교 영어연구학교 지정 운영
- 2009. 03. 01 본촌초등학교 제2대 지용근 교장 부임
- 2009. 03. 01 광주광역시지정 개정교육과정 및 학습준비물 제로화 연구학교 지정 운영
- 2010. 10. 14 광주광역시지정 개정교육과정 및 학습 준비물 제로화 연구학교 성과 보고회
- 2012. 03. 01 본촌초등학교 제3대 조난호 교장 부임
- 2012. 12. 17 학교회계 재정운용평가 우수학교 선정
- 2013. 12. 04 전화 친절 우수학교 선정
- 2014. 12. 10 학교회계 재정운용평가 우수학교 선정
- 2015. 02. 13 제9회 졸업식(졸업생 3,893명 배출)